# Challenger Cup de Voleibol Feminino de 2018
A Challenger Cup de Voleibol Feminino de 2018 foi a primeira edição deste torneio com promoção da Federação Internacional de Voleibol (FIVB). A sede foi o Peru, com as partidas sendo disputadas no Coliseo Eduardo Dibós da capital Lima.
Este evento possui caráter qualificatório, visando a participação de um dos seus representantes na Liga das Nações de Voleibol Feminino do próximo ano. A Bulgária derrotou a Colômbia na final por 3 sets a 1 e garantiu a vaga para a competição de elite em 2019 no lugar da Argentina.

## Participantes
Este torneio contou com seis equipes participantes, sendo elas:
| Classificação               | Classificados |
| --------------------------- | ------------- |
| País-sede                   | Peru          |
| Qualificatória da NORCECA   | Porto Rico    |
| Qualificatória da AVC       | Austrália1    |
| Qualificatória da CSV       | Colômbia2     |
| Liga Europeia de 2018 (CEV) | Bulgária      |
| Liga Europeia de 2018 (CEV) | Hungria       |

1 O Cazaquistão venceu a qualificatória asiática, mas declinou da vaga e esta foi atribuída a Austrália.
2 A Colômbia ficou em segundo lugar na qualificatória sul-americana, mas se classificou após o Peru ser designado como país sede do torneio.
A FIVB outorgou, para cada confederação continental, livre arbítrio para o processo da escolha de seus representantes. Os mesmos poderiam vir de um torneio qualificatório a ser criado ou utilizando de um campeonato já existente, ofertando as vagas para a Challenger Cup.
Originalmente, o representante da América do Sul deveria enfrentar (em playoff) um país da África por uma vaga na competição. Mas de acordo com a Federação de Voleibol do Chile (FEVOCHI), a FIVB multou a Confederação Africana de Voleibol por esta não sediar nenhum tipo de evento classificatório ao Challenger Cup de 2018. Desta maneira, nenhuma equipe africana participou deste evento e sua vaga foi deferida automaticamente ao representante sul-americano.

## Regulamento
As seis seleções participantes foram divididas em dois grupos de três integrantes em cada. As duas primeiras colocadas de cada grupo avançaram para as semifinais, na qual as perdedoras disputaram o terceiro lugar, enquanto que as vencedoras fizeram a decisão.
A equipe campeã está qualificada automaticamente para a Liga das Nações de 2019, no lugar da última colocada entre as equipes "desafiantes" da edição atual desta competição.

## Fase preliminar
Com o uso do sistema serpentina, as seleções participantes foram distribuídas de acordo com o último ranking da FIVB antes do início da competição (indicados entre parêntesis).
| Grupo A       | Grupo B         |
| ------------- | --------------- |
| Peru (sede)   | Porto Rico (13) |
| Colômbia (28) | Bulgária (17)   |
| Hungria (30)  | Austrália (42)  |

|  | Classificadas para as semifinais |

Todas as partidas seguem o horário local (UTC−5).

### Grupo A
|     |          |     | Jogos | Jogos | Jogos | Resultados | Resultados | Resultados | Resultados | Resultados | Resultados | Sets | Sets | Sets  | Pontos | Pontos | Pontos |
| Pos | Equipe   | Pts | T     | V     | D     | 3–0        | 3–1        | 3–2        | 2–3        | 1–3        | 0–3        | V    | P    | R     | V      | P      | R      |
| --- | -------- | --- | ----- | ----- | ----- | ---------- | ---------- | ---------- | ---------- | ---------- | ---------- | ---- | ---- | ----- | ------ | ------ | ------ |
| 1   | Colômbia | 6   | 2     | 2     | 0     | 2          | 0          | 0          | 0          | 0          | 0          | 6    | 0    | MAX   | 151    | 87     | 1.736  |
| 2   | Peru     | 3   | 2     | 1     | 1     | 1          | 0          | 0          | 0          | 0          | 1          | 3    | 3    | 1,000 | 126    | 127    | 0.992  |
| 3   | Hungria  | 0   | 2     | 0     | 2     | 0          | 0          | 0          | 0          | 0          | 2          | 0    | 6    | 0,000 | 90     | 153    | 0.588  |

| Data   | Hora  |          | Placar |          | Set 1 | Set 2 | Set 3 | Set 4 | Set 5 | Total | Relatório |
| ------ | ----- | -------- | ------ | -------- | ----- | ----- | ----- | ----- | ----- | ----- | --------- |
| 20 jun | 19:00 | Peru     | 0–3    | Colômbia | 24–26 | 12–25 | 12–25 |       |       | 48–76 | Relatório |
| 21 jun | 19:00 | Colômbia | 3–0    | Hungria  | 25–13 | 25–19 | 25–7  |       |       | 75–39 | Relatório |
| 22 jun | 19:00 | Peru     | 3–0    | Hungria  | 25–14 | 25–11 | 28–26 |       |       | 78–51 | Relatório |

### Grupo B
|     |            |     | Jogos | Jogos | Jogos | Resultados | Resultados | Resultados | Resultados | Resultados | Resultados | Sets | Sets | Sets  | Pontos | Pontos | Pontos |
| Pos | Equipe     | Pts | T     | V     | D     | 3–0        | 3–1        | 3–2        | 2–3        | 1–3        | 0–3        | V    | P    | R     | V      | P      | R      |
| --- | ---------- | --- | ----- | ----- | ----- | ---------- | ---------- | ---------- | ---------- | ---------- | ---------- | ---- | ---- | ----- | ------ | ------ | ------ |
| 1   | Bulgária   | 6   | 2     | 2     | 0     | 2          | 0          | 0          | 0          | 0          | 0          | 6    | 0    | MAX   | 150    | 92     | 1.630  |
| 2   | Porto Rico | 3   | 2     | 1     | 1     | 1          | 0          | 0          | 0          | 0          | 1          | 3    | 3    | 1,000 | 125    | 119    | 1.050  |
| 3   | Austrália  | 0   | 2     | 0     | 2     | 0          | 0          | 0          | 0          | 0          | 2          | 0    | 6    | 0,000 | 86     | 150    | 0.573  |

| Data   | Hora  |            | Placar |           | Set 1 | Set 2 | Set 3 | Set 4 | Set 5 | Total | Relatório |
| ------ | ----- | ---------- | ------ | --------- | ----- | ----- | ----- | ----- | ----- | ----- | --------- |
| 20 jun | 17:00 | Bulgária   | 3–0    | Austrália | 25–11 | 25–16 | 25–15 |       |       | 75–42 | Relatório |
| 21 jun | 17:00 | Porto Rico | 3–0    | Austrália | 25–10 | 25–19 | 25–15 |       |       | 75–44 | Relatório |
| 22 jun | 17:00 | Porto Rico | 0–3    | Bulgária  | 18–25 | 18–25 | 14–25 |       |       | 50–75 | Relatório |

## Fase final
|  | Semifinais  | Semifinais  |   |             | Final          | Final |  |
|  |             |             |   |             |                |       |  |
|  | 23 de junho |             |   |             |                |       |  |
|  | Colômbia    | 3           |   |             |                |       |  |
|  | Porto Rico  | 1           |   |             |                |       |  |
|  |             |             |   |             |                |       |  |
|  |             |             |   |             | 24 de junho    |       |  |
|  |             |             |   |             | Colômbia       | 1     |  |
|  |             | Bulgária    | 3 |             |                |       |  |
|  |             |             |   |             |                |       |  |
|  |             |             |   |             |                |       |  |
|  |             |             |   |             | Terceiro lugar |       |  |
|  | 23 de junho | 23 de junho |   | 24 de junho | 24 de junho    |       |  |
|  | Bulgária    | 3           |   | Porto Rico  | 3              |       |  |
|  | Peru        | 0           |   |             | Peru           | 2     |  |

### Semifinais
| Data   | Hora  |          | Placar |            | Set 1 | Set 2 | Set 3 | Set 4 | Set 5 | Total  | Relatório |
| ------ | ----- | -------- | ------ | ---------- | ----- | ----- | ----- | ----- | ----- | ------ | --------- |
| 23 jun | 17:00 | Colômbia | 3–1    | Porto Rico | 23–25 | 27–25 | 25–10 | 25–18 |       | 100–78 | Relatório |
| 23 jun | 19:00 | Bulgária | 3–0    | Peru       | 25–21 | 25–22 | 25–18 |       |       | 75–61  | Relatório |

### Terceiro lugar
| Data   | Hora  |            | Placar |      | Set 1 | Set 2 | Set 3 | Set 4 | Set 5 | Total  | Relatório |
| ------ | ----- | ---------- | ------ | ---- | ----- | ----- | ----- | ----- | ----- | ------ | --------- |
| 24 jun | 16:00 | Porto Rico | 3–2    | Peru | 22–25 | 25–15 | 21–25 | 25–17 | 16–14 | 109–96 | Relatório |

### Final
| Data   | Hora  |          | Placar |          | Set 1 | Set 2 | Set 3 | Set 4 | Set 5 | Total | Relatório |
| ------ | ----- | -------- | ------ | -------- | ----- | ----- | ----- | ----- | ----- | ----- | --------- |
| 24 jun | 18:00 | Colômbia | 1–3    | Bulgária | 25–22 | 19–25 | 20–25 | 23–25 |       | 87–97 | Relatório |

## Classificação final
| Campeão | Vice-campeão | Terceiro lugar |
| BulgáriaGergana Dimitrova · Nasya Dimitrova · Kristiana Petrova · Veselina Grigorova · Lora Kitipova · Petya Barakova · Monika Krasteva · Mira Todorova · Hristina Ruseva · Mariya Karakasheva · Zhana Todorova · Borislava Saykova · Silvana Chausheva · Aleksandra Milanova | ColômbiaDarlevis Mosquera · Yeisy Soto · Dayana Segovia · Ana Karina Olaya · Valerin Carabalí · Juliana Toro · Giselle Pérez · Camila Gómez · Angie Velásquez · María Alejandra Marín · Melissa Rangel · María Margarita Martínez · Amanda Coneo · Verónica Pasos | Porto RicoDaly Santana · Dalianliz Rosado · Jennifer Nogueras · Jennifer Quesada · Sofía Victoria · Shirley Ferrer · Natalia Valentín · Génesis Collazo · Alba Hernández · Ana Sofía Jusino · Legna Hernández · Pilar Marie Victoria |

| 4 | Peru      |
| 5 | Austrália |
| 5 | Hungria   |